# Briana Banks
Briana Banks, nascuda Briana Bany, (21 de maig del 1978, Múnic, Alemanya Occidental), és una model fotogràfica i actriu alemanya de cinema pornogràfic.

## Joventut
Briana Bany nasqué a Múnic, Baviera de pare alemany i mare italoamericana. Es traslladaren al Regne Unit als quatre anys i més tard a un suburbi de Simi Valley (prop de Los Angeles, Califòrnia) als set anys. El seu pare encara viu a Alemanya. Al setze anys es traslladà amb sa mare i sa germana de 14 anys. Obtingué la custòdia de la seva germana quan va fer 18 anys. Posà com a adolescent incloent una portada de la revista Teen (jove). Treballà en altres llocs abans d'entrar a la indústria del sexe; treballant en una pizzeria, empleada d'una botiga d'art i artesania, d'arxivera i secretària

## Carrera

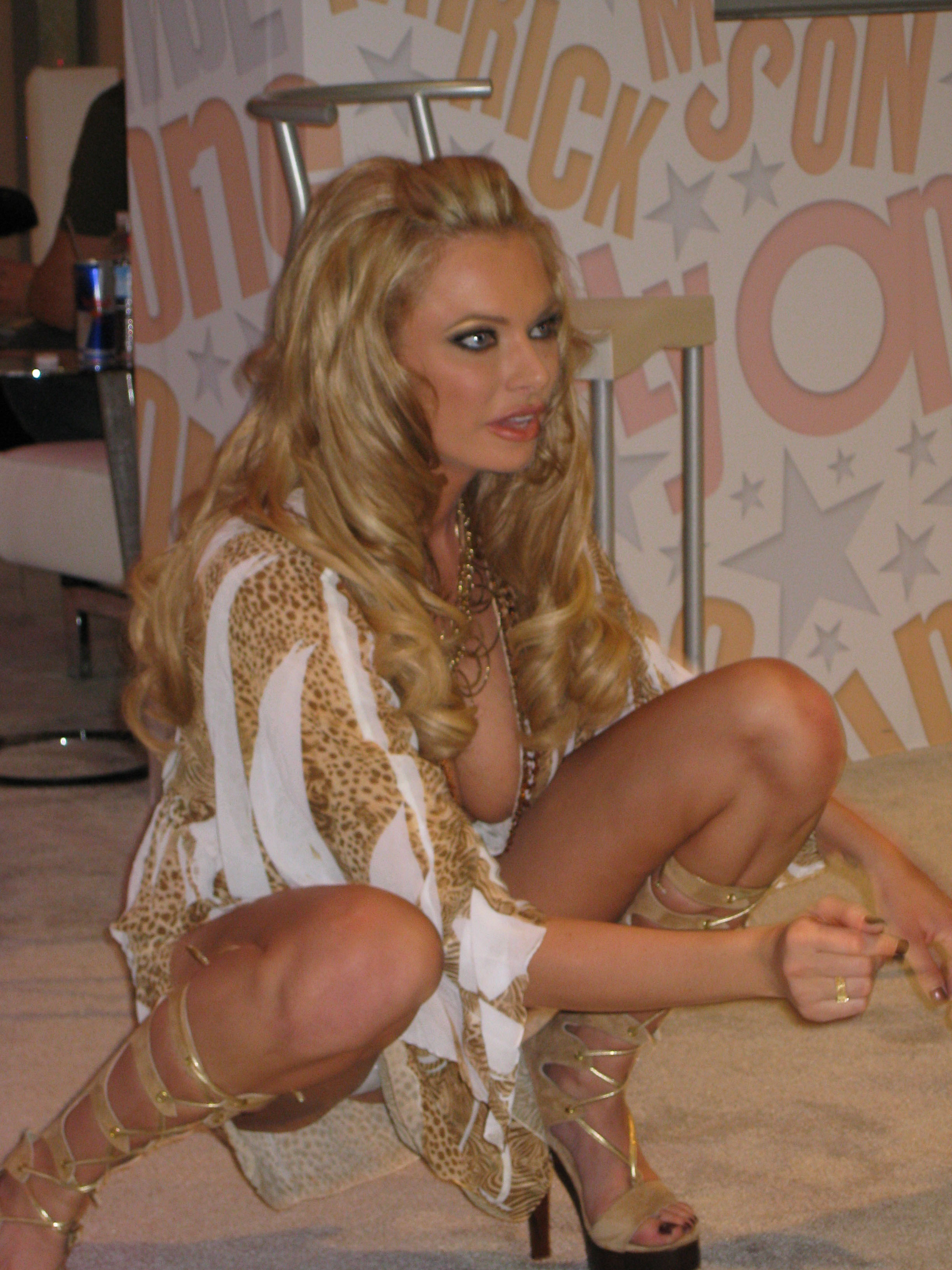
Briana Banks (2008)

El 1999, va respondre a un anunci al diari per fer de model de nu per a una revista per a adults. El fotògraf la va introduir al cinema pornogràfic. La seva primera pel·lícula fou University Coeds 18, per a Dane entreteniment, en què va actuar amb Brandon Iron. La seva primera aparició amb el nom de Briana Banks fou al film Decadent Whores 9. Fou «Mascota del mes» (Pet of the Month) de la revista Penthouse el juny del 2001. El mateix any signà per a Vivid Entertainment. Banks diu tenir les cames més llargues en el sector (91 cm). Durant diversos anys, la seva parella era l'actor pornogràfic Bobby Vitale, però es van separar el 2006.
El 2002 Banks fou una de les primeres actrius pornogràfiques en ser reproduïda en una figura d'acció per a col·leccionistes feta per les empreses de Los Angeles «Cyber F/X» i «Sota Toys».
El 13 d'octubre de 2006, Banks presentà una demanda federal per més de 75.000 $ en concepte de danys i perjudicis contra «Doctor Johnson Enterprises» per haver creat productes no autoritzats de motlles dels seus genitals.

## Filmografia destacada
- «Briana Loves Jenna» (2001, escrita i dirigida per Jay Grdina i co-protagonitzada amb Jenna Jameson).